# Shining Force CD
Shining Force CD es un juego editado en 1994, recreación de los juegos de la Game Gear Shining Force Gaiden y Shining Force: The Sword of Hajya, para la consola Sega Mega CD. El juego se divide en cuatro "Libros" que pueden ser jugados en forma secuencial o por separado. Los primeros dos libros contienen versiones adaptadas de los juegos originales de la Game Gear. Los libros tercero y cuarto contienen historias exclusivas de Shining Force CD.

## Jugabilidad
La jugabilidad es idéntica a los juegos originales de la Game Gear. El progreso del jugador se obtiene a través de batallas de tipo tácticas con interludios de pequeñas escenas de acción. Entre las escenas el jugador puede guardar el juego, aumentar el nivel de los integrantes del equipo (promoción), revivir compañeros caídos, y a veces comprar y vender armas o elementos curativos.
Luego de terminar los dos primeros libros, se puede acceder al tercero. El progreso obtenido durante este libro deber ser guardado en un cartucho RAM bajo un bak-up, ya que la memoria interna de Sega CD no es suficiente para guardar todos los datos. Se accede al libro cuatro completando los libros del 1 al 3, y encontrando un objeto oculto en el libro 2.
El estado de los personajes en los libros 1 y 2 puede mantenerse al comenzar el grupo del libro 3. De la misma manera, el estado de los personajes del libro 3 puede ser transferido al grupo del libro 4.

## Historia

### Libro 1
El jugador controla a Nick, un visitante que va a Guardiana  (mal traducido como “Gardiana” en Shining Force CD), que es elegido para ser el nuevo líder del “equipo de la luz” (“Shining Force”) de Guardiana. El grupo emprenderá el viaje rumbo al reino de Cypress para rescatar a los soldados cautivos y encontrar una manera de curar a la Reina Anri, quien se encuentra dormida bajo un hechizo lanzado por el embajador de Cypress, Woldol.

### Libro 2
La historia gira en torno a Deanna y sus compañeros, los jóvenes soldados de la armada de Cypress. Nick, el Príncipe de Cypress, dejó el castillo con la orden de derrotar a Iom, una nación malvada. Sin embargo, se marcha sin la poderosa Espada de Hajya debido a no poder usarla, ya que su brazo se convirtió en piedra. Deanna y sus amigos deberán defender su castillo y la Espada, con la ayuda de Mayfair, amigo del Príncipe Nick. Cuando las fuerzas de Iom atacan y roban la espada, será Mayfair el que dirija a los jóvenes soldados para perseguir a los ladrones y recuperar la espada.

### Libro 3
El jugador nuevamente asume el papel de Nick. Varios meses después de la derrota de Iom, El Príncipe Nick está listo para coronarse Rey de Cypress, pero... Una vieja mujer llamada Dava tiene sus dudas, y para comprobarlas interrumpe la ceremonia de coronación y secuestra a la Reina Anri. Para probar si es digno de la corona, el Príncipe Nick deberá rescatar a la reina perdida. Contará con la ayuda de la armada de Cypress y sus amigos de Guardiana, pero no todo es lo que parece...

### Libro 4
Nick y sus amigos visitan un histórico museo en Cypress, donde se exhiben los más grandes enemigos de Nick, cuando de repente estos regresan a la vida...

## Continuidad en la serie "Shining"
El libro 3 toma lugar pocos meses después de Shining Force: The Sword of Hajya, y es su secuela directa, incluyendo a todos los personajes jugables de los Gaiden I y II, como la Princesa Anri, personaje surgido en Shining Force.
En el primer Gaiden, el Príncipe Nick mata al rey de Cypress, su tío Edmond; en el libro 3 de Shining Force CD, Nick toma la corona y se convierte en rey.

El libro 4 es otra secuela de los juegos de la Game Gear, en el que los 13 personajes jugables nuevamente reaparecen.

## Errores de traducción
La versión en inglés de Shining Force CD es generalmente más acertada (en cuanto a traducción) que sus predecesores, Shining Force y Shining Force II. Sin embargo, se encuentran algunos errores. Los personajes Hanzou y Musashi (aparecidos previamente en Shining Force), se traducen erróneamente como "Higins" y "Rush" respectivamente. También, en el libro 2, Mayfair se refiere inexplicablemente a Ruce como "Scavenger".